# Rétablissement (Ostpreußen)
Rétablissement nannte man in Ostpreußen den Wiederaufbau des Landes nach der Großen Pest zwischen 1709 und 1740.

## Vorgeschichte
Die vierte (die Große) Pest forderte in Ostpreußen zwischen 1709 und 1711 etwa 240.000 Menschenleben; allein in Königsberg starben 9.827 Menschen, ein Viertel der Einwohner. Der Wiederaufbau des zur Wüstenei gewordenen Landes begann, wenn auch nur sehr schleppend, noch in den letzten Regierungsjahren von König Friedrich I. Bei seinem Tode im Jahre 1713 waren erst zwei Fünftel der ausgestorbenen Höfe von nachgeborenen einheimischen Bauernsöhnen oder eingewanderten Litauern übernommen und bewirtschaftet worden. 
„Preußen ruiniert mich total, das frißt mir auf“, stöhnte Friedrich Wilhelm I. über die Kosten des Wiederaufbaus. Er ließ „Siedlungswillige aus der Pfalz und Nassau, 2.000 Schweizer und 17.000 wegen ihres Glaubens aus Salzburg vertriebene Protestanten in Ostpreußen einwandern. Dadurch wuchs die ostpreußische Bevölkerung zwischen 1713 und 1740 um 160.000 Menschen auf rund 600.000 Einwohner an. Die Bevölkerung Ostpreußens wuchs nicht zuletzt aufgrund der persönlichen Bindung an ihren fürstlichen Gönner aus Deutschen verschiedener Stämme und Ausländern, auch Litauern, zu einer Staatsgemeinschaft zusammen.“
Das Rétablissement wurde bis 1721 von Karl Heinrich zu Waldburg und in seiner Nachfolge von Friedrich von Görne vorangetrieben.